# Selva Candida
Selva Candida è un'area urbana del Municipio Roma XIV di Roma Capitale.
È situata a nord-ovest della capitale esternamente adiacente al Grande Raccordo Anulare e ben collegata ad esso con accessi in entrata ed in uscita. Adiacente alle zone di Selva Nera, Casalotti, Palmarola e Ottavia, prende il nome dal luogo del martirio delle sante Rufina e Seconda. 
La zona, fino a metà del XX secolo era scarsamente abitata, ha avuto il suo grande sviluppo edilizio a partire dai primi anni 80, spesso con costruzioni abusive, poi successivamente condonate, di persone provenienti principalmente dall'Italia centrale che lavoravano in città. A cavallo tra gli anni 90 e gli anni 2000 la zona è diventato un vero e proprio quartiere, con scuole, negozi e ben due parchi naturali e di svago molto grandi, curati prevalentemente da associazioni di volontariato.

## La leggenda delle sante Rufina e Seconda
Secondo la tradizione, le sorelle Rufina e Seconda erano figlie del senatore Asterio e di Aurelia, ed erano cristiane. Esse furono promesse in sposa ad Armentario e Verino che, però, abiurarono il cristianesimo in seguito alla persecuzione di Valeriano e di Gallieno e chiesero alle due sorelle di abiurare anche loro. Non volendo aderire a tale richiesta, fuggirono in Toscana, ma vennero fatte inseguire dal conte Archesilao, che le fermò al 14º miglio della via Flaminia e le consegnò al praefectus urbis Gaio Giunio Donato. Sottoposte a diverse pressioni, interrogatori e torture, le sorelle si rifiutarono sempre di abiurare, venendo così condannate a morte dal prefetto nel 257 d.C.
Esse furono condotte in una selva folta e buia di proprietà della matrona Plautilla, chiamata Silva Nigra, nel fondo di Busso o Buxo o Bucea o Boccea, al 10º miglio della via Cornelia, dove Rufina fu decapitata e Seconda fu bastonata a morte, lasciando i corpi, come d'uso all'epoca, esposti alle bestie. Era il 10 luglio dell'anno 257 d. C. Le sorelle comparvero in visione alla matrona romana Plautilla, invitandola a convertirsi al cristianesimo e a seppellire i loro corpi: giunta sul posto, ella li trovò incorrotti e li seppellì onorevolmente.
Per i miracoli delle due sorelle, la loro venerazione da parte dei fedeli e del successivo martirio subìto anche dai santi Marcellino e Pietro nello stesso luogo, da allora la Silva Nigra fu ribattezza Silva Candida. È da notare che tale tenuta Silva Nigra (che si estendeva fino al mare) era in realtà la Silva Mesia sacra agli Etruschi, che qui avevano le ultimi propaggini del loro regno.
Il luogo della morte delle sante è attestato da numerosi martirologi ed è indicato alla “Via Cornelia mil. VIIII Rufinae Secundae”, ovvero al nono miglio della Cornelia. In base alle misurazioni topografiche si suppone che il nono miglio cada, all'incirca, presso il civico 1000 dell'attuale via di Boccea. Tale esito è in sintonia con gli scavi effettuati a metà degli anni Sessanta, a più riprese, dalla British School of Rome. Qui venne rinvenuto il pavimento ora esposto al Museo dell’Alto Medioevo all’Eur che forse era il pavimento della basilica originaria.
Nel 336 papa Giulio I vi fece costruire infatti una basilica a loro dedicata e vi fece riporre i corpi. In precedenza la matrona Plautilla eresse sulla loro tomba una cappella o memoria come soleva farsi sui sepolcri dei martiri, che ben presto fu meta di pellegrinaggi e di sepolture di fedeli (le cosiddette "Catacombe di Santa Rufina"; attestate nella carta archeologica dell'Agro Romano). L’ubicazione dell’antica Cattedrale, pur con qualche difficoltà, è da individuare sul colle della Porcareccina, ove vi è una piccola Cappella restaurata. 
La chiesa fu terminata da papa Damaso I nel 367. Attorno alla Basilica delle Sante Rufina e Seconda o di Selva Candida si formò una vera e propria cittadina la cui importanza crebbe rapidamente, cosicché alla popolazione fu quasi subito assegnato un Pastore che prese il titolo di Vescovo di Selva Candida, o di Santa Rufina, e che godeva di notevole importanza.
La cittadella vantava mura e due torri che la difendevano. Ad est, verso il mare, c'era la torre di Santa Rufina, vicina all’antica chiesa, torre oggi scomparsa la cui ultima sua menzione è in documento del 1472 in cui Giovanni Battista Gollini cede il casale e la torre all’Ospedale di Santo Spirito. La seconda torre, anch’essa scomparsa, a ovest, era chiamata Lanciafava, un toponimo che ancor oggi resiste nei casali Lanciafava lungo via della Storta, accanto alla tenuta Marsicola della Porcareccina.
Dopo le vicissitudini medioevali con le devastazioni dei pirati saraceni e l’abbandono delle terre, nel 1153 il Cardinale Conrado, futuro Papa Anastasio IV, rinvenne sotto l’altare della Basilica restaurata i resti delle due Martiri, che fece trasportare nel battistero lateranense dove fu loro dedicata una Cappella.

## Architetture religiose
Le parrocchie sono sotto la diocesi di Porto-Santa Rufina.
- Chiesa dei Santi Martiri di Selva Candida, su via Santi Martiri di Selva Candida. Chiesa del XXI secolo (2000-05). 41.949993°N 12.376559°E

Progetto dell'architetto Lucio Passarelli. Sede della parrocchia della Natività di Maria Santissima.
- Chiesa della Natività di Maria Santissima, su via di Selva Candida. Parrocchia della diocesi di Porto-Santa Rufina.